# Sturbridge
Sturbridge is een plaats (town) in de Amerikaanse staat Massachusetts. Het ligt in Worcester County en telt 9.867 inwoners (2020). Het is de locatie van het openluchtmuseum Old Sturbridge Village en van het natuurreservaat en historische site Tantiusques.
Bebouwing is zeer verspreid in Sturbridge, met lintbebouwing doorheen het bosrijke landschap. Het gehucht Fiskdale wordt voor statistische doeleinden erkend als een census-designated place.
Sturbridge wordt van oost naar west doorkruist door de U.S. Route 20 en, ten noorden van de hoofdplaats, door de recentere Interstate 90. Van noord naar zuid wordt de plaats doorkruist door de Interstate 84. Als dusdanig ligt de gemeente op het kruispunt tussen de steden Springfield (Massachusetts), Worcester (Massachusetts) en Hartford (Connecticut).